# 牛津机场
伦敦牛津机场（London Oxford Airport），原名基德灵顿机场（Kidlington Airport），是英国牛津郡基德灵顿的一个私营机场，建立于1935年，本来属于市议会，但在1981年私有化。
牛津航空培训公司（CAE Oxford）、空中客车直升机公司英国总部位于此地。它是牛津郡唯一被国际民航组织收录的民用机场，历史上以飞行员培训为主，二战期间英国皇家空军驻扎于此（RAF Kidlington），但现在也提供普通机场服务，虽然客流量不多，但在COVID-19疫情后有所改善。